# Jonathan Little
Jonathan Little (Pensacola, 22 december 1984) is een Amerikaans professioneel pokerspeler. Hij won onder meer de $9.700 No Limit Hold'em - Championships van de World Poker Tour 2007 Mirage Poker Showdown (goed voor een hoofdprijs van $1.066,295,-) en het $9.700 No Limit Hold'em - Championship Event van de WPT 2008 World Poker Finals (goed voor $1.120.310,-).
Little verdiende tot en met juni 2015 meer dan $6.175.000,- in pokertoernooien (cashgames niet meegerekend). Door zijn prestaties werd hij in 2008 World Poker Tour (WPT) Season VI Player of the Year.

## World Poker Tour
Little is een speler die vooral zijn sporen heeft nagelaten op de World Poker Tour. Daarop waren zijn grote toernooizeges in 2007 en 2008 niet zijn enige wapenfeiten. Eerder werd hij al eens vijfde in het $7.800 WPT Championship Event - No Limit Hold'em van het PokerStars Caribbean Adventure 2007 (goed voor $317.873,-). Bovendien incasseerde Little na zijn toernooioverwinningen nóg verschillende keren aanzienlijke bedragen op de WPT. Hij eindigde daarop ook nog:
- als zevende in het $9.700 No Limit Hold'em - Championship Event van het WPT Gulf Coast Poker Championship 2007 ($93.451,-)
- als tweede in het C$10.000 No Limit Hold'em - Championship Event van de WPT North American Poker Championships 2007 ($738.821,-)
- als achtste in het $10.000 No Limit Hold'em - Championship Event van de WPT Merit Cyprus Classic 2009 ($38.940,-).

## Wapenfeiten

### Titels
Behalve zijn WPT-titels won Little  verschillende andere prestigieuze pokertoernooien. Zo won hij: 
- het $500 No Limit Hold'em-toernooi van de Seventh Annual Five Star World Poker Classic 2009 ($27.470,-)
- het $1.000 No Limit Hold'em-toernooi van de Eighth Annual Five Star World Poker Classic 2010 ($67.938,-)
- het $5.000 No Limit Hold'em-toernooi van het Festa Al Lago 2010 ($152.048,-)

### Grote cashes
Naast zijn WPT-prijzengelden won Little hoge bedragen met onder meer zijn:
- tweede plaats in het $3.000 No Limit Hold'em-toernooi van de Fifth Annual Five Star World Poker Classic 2007 ($146.760,-)
- vierde plaats in het $5.000 Heads Up Event van de Mirage Poker Showdown 2007 ($18.624,-)
- vijfde plaats in de NBC National Heads-Up Championship Finals 2008 ($75.000,-)
- tweede plaats in het $3.000 No Limit Hold'em-toernooi van de 6th Annual Festa Al Lago Classic 2008 ($59.365,-)
- tweede plaats in het $5.000 No Limit Hold'em-toernooi van de 6th Annual Festa Al Lago Classic 2008 ($67.210,-)
- tweede plaats in het $1.000 No Limit Hold'em-toernooi van het Festa al Lago 2009 ($27.315,-)
- tweede plaats in het $5.000 No Limit Hold'em-toernooi van het Festa al Lago 2009 ($66.688,-)
- derde plaats in het $1.500 Pot Limit Omaha-toernooi van de 2009 Doyle Brunson Five Diamond World Poker Classic ($36.884,-)
- derde plaats in het $1.500 Limit Hold'em - Shootout-toernooi van de World Series of Poker 2010 ($73.218,-)
- tweede plaats in het $1.000 Pot Limit Omaha-toernooi van het Festa Al Lago 2010 ($18.104,-)